# Portengen
Portengen is een buurtschap die deel uitmaakt van de woonplaats Kockengen in de Utrechtse gemeente Stichtse Vecht. 
Portengen ligt grotendeels aan de circa 4 km lange weg met dezelfde naam. Halverwege ligt een brug, de Portengense Brug, over de polderwetering met de naam Grote Heicop. Ten noorden hiervan ligt het Noordeinde van Portengen, aan de zuidzijde het Zuideinde van Portengen. De directe omgeving van de Portengense Brug onderbreekt de pure lintbebouwing van Portengen. Langs de Grote Heicop staan enkele huizen aan de Ruwielsekade. Daarachter ligt een klein bedrijventerrein. Het totale aantal adressen (woonhuizen en bedrijven) in Portengen ligt in de orde van grootte van 100.
Het noordeinde en zuideinde van Portengen vormden oorspronkelijk twee afzonderlijke gerechten. In 1818 werd het noordeinde een zelfstandige gemeente en kreeg daarbij de naam Portengen. Het zuideinde werd toen een deel van de nieuw gevormde gemeente Laag-Nieuwkoop. In 1857 werd het noordeinde bij de gemeente Breukelen-Nijenrode gevoegd. De gemeente Laag-Nieuwkoop, waarvan het zuideinde deel uitmaakte, werd in 1942 bij de gemeente Kockengen gevoegd.